# 奠边县
奠边县（越南语：／）是越南奠边省下辖的一个县。面积1395.99平方公里，2019年总人口93850人。

## 地理
奠边县东接奠边东县，东北接奠边府市，西南接老挝，东南接山罗省数及县，北接孟查县。县域部分位于芒青谷地，县境内还有巴桄湖等湖泊。

## 历史
2003年11月26日，莱州省分设为奠边省和新的莱州省，奠边县划归奠边省管辖。
2005年6月6日，那凑社析置那雁社。
2012年8月25日，清那社析置花清社，参门社析置泡律社，诺岸社析置赫蒙社，芒家社析置那冲社，芒利社析置夫㳥社，芒播社析置巴桄社。
2019年11月21日，那凑社、那雁社、芒播社和巴桄社4社划归奠边府市管辖，清㳥社和清兴社部分区域划归奠边府市清长坊管辖，清兴社部分区域划归奠边府市南清坊管辖。

## 行政区划
奠边县下辖21社，县莅位于清昌社。
- 赫蒙社（Xã Hẹ Muông）
- 花清社（Xã Hua Thanh）
- 芒利社（Xã Mường Lói）
- 芒雅社（Xã Mường Nhà）[6]
- 芒奔社（Xã Mường Pồn）
- 那冲社（Xã Na Tông）
- 那于社（Xã Nà Ư）
- 农喝社（Xã Noong Hẹt）[6]
- 农陇社（Xã Noong Luống）
- 诺岸社（Xã Núa Ngam）
- 巴𦹳社（Xã Pa Thơm）
- 夫㳥社（Xã Phu Luông）
- 泡律社（Xã Pom Lót）
- 参门社（Xã Sam Mứn）
- 清安社（Xã Thanh An）
- 清禛社（Xã Thanh Chăn）
- 清兴社（Xã Thanh Hưng）
- 清㳥社（Xã Thanh Luông）
- 清那社（Xã Thanh Nưa）
- 清昌社（Xã Thanh Xương）
- 清燕社（Xã Thanh Yên）

## 交通
国道12号、国道279号连接了奠边县与临近的莱州省、山罗省等省份，其中，国道279号也通过西庄口岸延伸至寮國。